# Meister der Uhrmacherkunst
Meister der Uhrmacherkunst ist eine 1977 erstmals erschienene Monographie des Goldschmiedes, Uhrmachermeisters und Gemmologen Jürgen Abeler. Das in zweiter Auflage im Jahr 2010 erschienene Werk gibt laut seinem Untertitel über 20000 Uhrmacher aus dem deutschen Sprachgebiet mit Lebens- oder Wirkungsdaten und einem Verzeichnis ihrer dem Autor bekannten Werke wieder.
Das biografische Nachschlagewerk erschien im Selbstverlag. Das Werk ist das Ergebnis aus einer 1955 begonnenen Sammeltätigkeit des privaten Wuppertaler Uhrenmuseums  der Uhrmacher- und Goldschmiedfamilie Abeler in Wuppertal.

## Ausgaben
- Meister der Uhrmacherkunst. Über 14000 Uhrmacher aus dem deutschen Sprachgebiet mit Lebens- oder Wirkungsdaten und dem Verzeichnis ihrer Werke. Selbstverlag, Wuppertal 1977. 703 Seiten.
- Meister der Uhrmacherkunst. Über 20000 Uhrmacher aus dem deutschen Sprachgebiet mit Lebens- oder Wirkungsdaten und einem Verzeichnis ihrer dem Autor bekannten Werke. 2. Auflage. Selbstverlag, Wuppertal 2010, ISBN 978-3-00-030830-7. 656 Seiten.

## Rezension
- Georg Schindler: Abeler, Jürgen: Meister der Uhrmacherkunst. – Wuppertal. In: Weltkunst, Hamburg, Jahrgang 49, 1979, S. 273, ISSN 0043-261X.